# Кингё-сукуй
Кингё-сукуй (яп. 金魚すくい, 金魚掬い досл. «Ловля золотых рыбок сачком») — традиционная японская игра, в которой участнику требуется с помощью небольшой округлой рамки выловить из бассейна наибольшее число мальков рыбы. Иногда рыбки заменяются на упругие шарики или же миниатюры других животных. Эта игра популярна среди взрослых и детей. По кингё-сукуй проводится национальный чемпионат Японии.

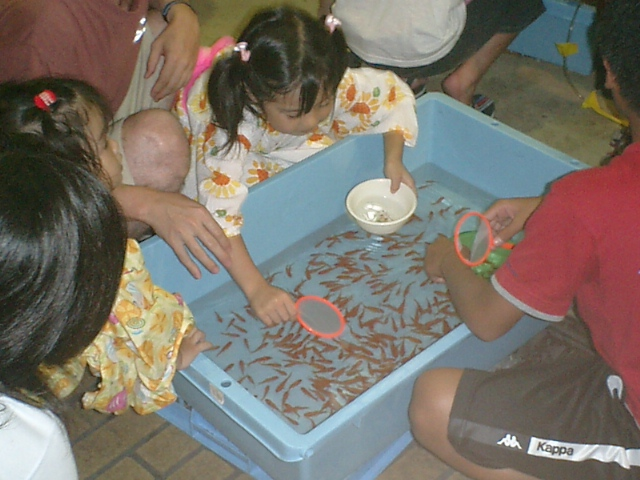
Участники во время игры

Игра получила распространение во времена позднего периода Эдо (начало XIX века). Тогда «ловящую» часть округлой рамки делали из сетки. Бумагу, как основной материал этого приспособления, начали использовать в начале XX века (с началом периода Тайсё). Игра становилась всё более популярной, и в 1995 году прошёл первый чемпионат Японии по кингё-сукуй.

## Правила игры
Каждый играет сам за себя. Основное правило заключается в том, чтобы игрок с помощью бумажной рамки, называемой Пой (яп. ポイ), перенёс золотых рыбок из небольшого бассейна в собственную миску, после чего можно будет судить о количестве пойманных. Это требует определённой сноровки, так как игра считается законченной в случае, если пой будет полностью разорван, что ждёт каждого участника из-за намокания бумаги. Размер бассейна составляет около 1м² с уровнем воды примерно 20 см, что, также как характеристики поя, варьируется в зависимости от регламента соревнований.

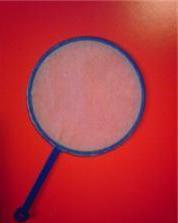
Целый пой, с которым все участники начинают игру
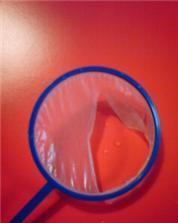
Частично порванный пой, с которым участники ещё могут продолжать игру
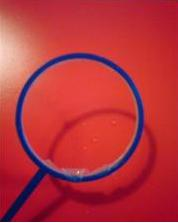
Полностью порванный пой

## Национальный чемпионат
Национальный чемпионат по кингё-сукуй (яп. 全国金魚すくい選手権大会) является крупнейшим из официальных соревнований, проводимым в городе Яматокорияма префектуры Нара в третью субботу и воскресенье августа каждый год. К примеру, в 13-м чемпионате в 2007 году приняло участие 1116 человек. Соревнование проводилось в трёх категориях:
- Для детей младше 15 лет.
- Для участников старше 15 лет
- Групповое соревнование в командах по три человека.

Что примечательно, на 10-м чемпионате одному из игроков на полуфинальной стадии удалось вычерпать за 3 минуты 61 золотую рыбку.